# Пенькас, Василий Антонович
Василий Антонович Пенькас (10 февраля 1928, Малая Белозёрка, Запорожская область — 2 мая 1995, Михайловский район, Запорожская область) — бригадир тракторной бригады колхоза «Мир» Михайловского района Запорожской области. Герой Социалистического Труда (1971).

## Биография
В 1928 году в селе Малая Белозёрка родился Василий Пенькас. С 1941 по 1943 годы проживал на оккупированной территории. В первой половине 1940-х годов окончил курсы тракториста при Тельмановской МТС. С этого времени и до 1948 года работал в этой машинно-тракторной станции. 
С 1948 по 1951 год проходил срочную службу в рядах Вооружённых сил СССР. В 1952 году вернулся работать в Тельмановскую МТС трактористом, а затем помощником бригадира тракторной бригады.
С 1958 года помощник, а затем с 1968 года бригадир тракторной бригады колхоза имени Фрунзе (позже переименован в колхоз «Мир»).
Указом от 8 апреля 1971 года за достижения высоких производственных результатов Василий Пенькас был удостоен звания Герой Социалистического Труда с вручением ордена Ленина и золотой медали «Серп и Молот».
До выхода на пенсию в 199 году продолжал работать в этой тракторной бригаде. 
Неоднократно представлял свой колхоз на выставке достижений народного хозяйства. В 1977 году представлял хлебробов на встрече с космонавтами в Звёздном городке. 
Делегат XXIV съезда КПСС и XXIV съезда Коммунистической партии Украины. 
Жил в Михайловском районе Запорожской области. Умер 2 мая 1995 года.

## Награды
- Герой Социалистического Труда (08.04.1971);
- Орден Ленина (08.04.1971);
- Орден Октябрьской Революции (08.12.1973);
- Орден Трудового Красного Знамени (30.04.1966).